# Gundadalur
Le Gundadalur est un stade de football féroïen situé à Tórshavn sur l'île de Streymoy. Il a une capacité de 4 000 places pour les rencontres de football.
Il est le domicile de l'équipe des îles Féroé espoirs de football pour certains de ses matchs internationaux, et des clubs de football de la capitale féroïenne, le HB Tórshavn et le B36 Tórshavn.

## Histoire

### Construction d'un stade
La construction du Gundadalur commence en 1909 et il est inauguré en 1911. C'était l'un des premiers terrains construits dans l'archipel féroïen. Il s'agit alors d'un terrain en gravier. Il est dès lors utilisé par le club local, le HB Tórshavn, fondé en 1904.
Alors en construction, il accueille son premier match, le 18 juillet 1909, ce match oppose HB Tórshavn et TB Tvøroyri. En 1936, le B36 Tórshavn, tout juste créé, s'installe dans le stade. Durant la seconde moitié du 20e siècle, le stade s'équipe de sa première tribune, la tribune « principale », d'une capacité, d'environ 800 à 900 places assises.
En avril 1989, l'équipe nationale feroïenne joue un match amical contre le Canada, devant 4 000 spectateurs, les féroïens s'imposent un but à zéro. Il accueille deux autres rencontres de l'équipe nationale feroïenne, contre l'Islande et contre la Turquie, devant 5 500 spectateurs, record d'affluence du stade.

### Nouvelles tribunes et pelouse synthétique
Des années 1990, à nos jours, le stade a beaucoup évolué. En effet, deux nouvelles tribunes ont été construites en face de la tribune principale, l'une de 414 sièges, aux couleurs du HB Tórshavn et une de 417 sièges, aux couleurs du B36 Tórshavn. Ces deux tribunes ont été construites en même temps, possèdent la même architecture et ayant quasiment la même capacité.
De plus, quatre pylônes ont été installés pour équiper le stade d'un éclairage, cet éclairage reste tout de même marginal. Enfin, le stade a été équipé d'une pelouse synthétique remplaçant l'ancien terrain en gravier. L'ensemble de ces rénovations, fait évoluer la capacité, diminuée par de nouvelles normes. Celle-ci est à présent de 4 000 places dont environ 1 700 places assises.
Plus grand stade de la capitale Tórshavn jusqu'à la fin du 20e siècle. Il perd sa place, à la suite de la construction du nouveau stade Tórsvøllur en 1999, accolé à celui-ci, ayant une capacité de 6 000 places assises.
Le stade peut accueillir des matchs internationaux de l'UEFA et de la FIFA mais uniquement durant la journée, l'éclairage étant trop faible. Il accueille la majorité des matchs de l'équipe des îles Féroé espoirs. Il ne peut pas accueillir de matchs de compétitions européennes de clubs comme la Ligue Europa Conférence.

## Utilisation

### HB Tórshavn
Depuis l'inauguration du stade, en 1911, le HB Tórshavn joue dans ce stade pour tous ses matchs de Betrideildin. Celui-ci possède une tribune ayant des sièges aux couleurs du club (rouge et noir). Les locaux du club sont situés dans cette tribune. Pour les matchs européens, l'équipe doit jouer dans le stade Tórsvøllur.

### B36 Tórshavn
Créé en 1936, le B36 Tórshavn s'y installe et dès lors, joue dans ce stade pour tous ses matchs de Betrideildin. Celui-ci possède une tribune ayant des sièges aux couleurs du club (noir et blanc). Les locaux du club sont situés dans cette tribune. Pour les matchs européens, l'équipe doit jouer dans le stade Tórsvøllur.

## Évènements

### Évènements sportifs

#### Match internationaux
Depuis son inauguration, le stade a accueilli trois matchs internationaux des Îles Féroé.
| Date            | Équipe 1   | Résultat | Équipe 2 | Tour         | Affluence |
| --------------- | ---------- | -------- | -------- | ------------ | --------- |
| 16 avril 1989   | Îles Féroé | 1 - 0    | Canada   | Match amical | 5 000     |
| 8 août 1990     | Îles Féroé | 2 - 3    | Islande  | Match amical | 5 320     |
| 15 juillet 1991 | Îles Féroé | 1 - 1    | Turquie  | Match amical | 5 500     |

### Autres références
1. 1 2 3  (en) « 1991 MATCHES INTERCONTINENTAL (July - December). », sur www.rsssf.com (consulté le 18 juin 2022)
2. 1 2  (en) « 1989 MATCHES INTERCONTINENTAL (January - June). », sur www.rsssf.com (consulté le 18 juin 2022)
3. 1 2  (en) « 1990 MATCHES INTERCONTINENTAL (July - December). », sur www.rsssf.com (consulté le 18 juin 2022)
4. ↑  « HB Tórshavn - Développement de l'affluence », sur www.transfermarkt.fr (consulté le 6 juillet 2022)
5. ↑  « B36 Tórshavn - Développement de l'affluence », sur www.transfermarkt.fr (consulté le 6 juillet 2022)